# Guo Songtao

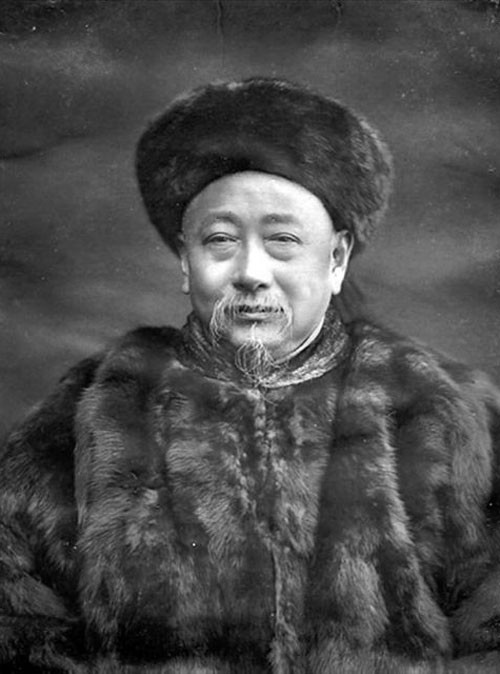

Guo Songtao (chinesisch 郭嵩燾 / 郭嵩焘, Pinyin Guō Sōngtào; * 1818; † 1891) war erster Gesandter des chinesischen Kaiserreiches in Großbritannien und gleichzeitig erster dauerhaft akkreditierter chinesischer Gesandter im westlichen Ausland.
Er absolvierte mit mäßigem Erfolg die chinesische Beamtenlaufbahn und bekleidete verschiedene Posten innerhalb des kaiserlichen Verwaltungsapparates (u. a. Finanzintendant, Salzkontrolleur). 1876 wurde er zum ersten chinesischen Gesandten in London ernannt (Abberufung: 1878). Seine Aufgabe bestand primär darin, die europäischen „Barbaren“ zu beobachten. Eine reguläre diplomatische Vertretung wurde seitens Chinas seinerzeit weder als notwendig noch angemessen erachtet; vielmehr kam die Entsendung eines Botschafters nach chinesischem Selbstverständnis einer Erniedrigung gleich.